# Brassafrik
Brassafrik is een Belgische band die in 2008 werd opgericht door trombonist Stefaan Blancke en de naar België geëmigreerde Ghanese percussionist Babs Jobo. Blancke en Jojo waren beiden ook lid van Wawadadakwa, Belgian Afro Beat Association en Shakara United. De band brengt muziek die Afrikaanse ritmes samenbrengt met brassband.
In 2012 trok de band twee weken naar de Ghanse hoofdstad Accra waar ze samenspeelden met lokale muzikanten. Het jaar trok brassafrik op tournee, waarbij ze vergezeld werden door drie van deze Ghansese muzikanten, met name trompettist Joseph Darko, trombonist Moses Batintora en zanger en kologo-speler King Ayisoba.

## Discografie
- brassafrik (c)&(p) Met-x Moving Music vzw
- The Ghana Connections